# Lockheed J37
El Lockheed J37 (con registro interno en la compañía L-1000) fue uno de los primeros motores turborreactores diseñados en Estados Unidos. No fue considerado de gran importancia cuando fue propuesto en la década de 1930 y su desarrollo se dejó de lado. Para cuando se desarrolló para poder ser producido, otros motores, en su mayoría derivados de desarrollos británicos, le superaban en rendimiento. Su diseño fue convertido luego a turbohélice, el T35, y fue vendido a Wright Aeronautical en donde se recibió con cierto interés para poder ser usado en lo que se convertiría más tarde en el B-52 Stratofortress, antes de que el diseño final del bombardero se definiera con motores de propulsión a chorro. Del J37 y T35 se construyeron en unidades suficientes para poder ser usados en modelos de pruebas, pero nunca entraron en producción.

## Diseño y desarrollo
En 1930, Nathan C. Price se unió a Doble Steam Motors, un fabricante de motores a vapor para automóviles y otros usos. En los siguientes cinco años trabajó en varios proyectos y comenzando el otoño de 1933 comenzó a trabajar en una turbina a vapor para uso aeronáutico. El motor hacía uso de un compresor centrífugo que aspiraba aire dentro de una cámara de combustión, que a su vez conducía vapor a una turbina antes de que fuera expulsado en una tobera, propulsando así el compresor y una hélice conectada al sistema. Dicho motor fue instalado en un avión de prueba a comienzos de 1934, en el que demostró cifras de potencia similares a las ofrecidas por motores a pistón del momento pero manteniendo su potencia a altitudes mayores gracias a su compresor. Los trabajos en el diseño terminaron en 1936, luego de que Doble no pudiera captar el interés de fabricantes de aviones o del Ejército para incluir su motor como parte de nuevos diseños de avión.
Price comenzó a trabajar en su diseño de turborreactor propio en 1938, aunque esta vez el diseño inicial era mucho más complejo para lo que se convertiría en el J37. En un esfuerzo por mantener la eficiencia de combustible del motor similar a la de un motor recíproco, Price usó una combinación de etapas de compresor axial de baja compresión que alimentaba un compresor reciprocante de alta compresión. En 1941 fue contratado por Lockheed para que examinara los supercargadores de General Electric que se instalarían en el avión experimental XP-49, una versión de gran altura de su famoso P-38. Para entonces Price tenía completo el diseño básico de su reactor y fue capaz de llamar la atención del Ingeniero Jefe de Investigación de Lockheed, Clarence "Kelly" Johnson, quien luego fundaría la famosa división Skunk Works. Johnson estaba considerando un nuevo diseño de alta velocidad en su carrera por resolver los problemas de compresibilidad a alta velocidad que sufrió el P-38 y el motor a reacción se veía como una mejora natural dentro del proyecto. A lo largo de 1941 ordenó el desarrollo de un nuevo avión que fuera propulsado por el motor diseñado por Price, desarrollando así el motor a reacción L-1000 y el avión L-133.
A finales de ese mismo año llegó a Estados Unidos la Misión Tizard que presentó muchos avances tecnológicos llevados a cabo en Inglaterra, incluyendo información y dibujos de los motores a reacción proyectados por Frank Whittle. Rumores de trabajos similares en Alemania y vuelos bastante promocionados en Italia, sugerían que prácticamente todos excepto Estados Unidos estaba trabajando en el desarrollo de motores a reacción y trabajar en un diseño propio de repente cobró gran importancia. Vannevar Bush, la contraparte del científico Henry Tizard en Estados Unidos, decidió que la mejor forma de lograr este objetivo era simplemente pagar por la licencia de los diseños británicos; un comité dirigido por William F. Durand fue encargado de poner en producción los diseños británicos y construir un avión en el cual ponerlos a prueba. Estos proyectos emergieron como el motor General Electric J31 propulsando el P-59 Airacomet.
El 30 de marzo de 1942, Lockheed inscribió las propuestas para el Lockheed L-133 y L-1000 a la división de desarrollo de la Fuerza Aérea del Ejército Estadounidense en el Wright Field. En esta etapa el diseño original probó ser demasiado complejo y se mejoró al reemplazar los pistones con un set de compresión de tres etapas con flujo centrífugo, con intercooling entre cada etapa. El combustor principal era del tipo "cánula" con doce tubos de combustión en un contenedor anular, cuyo escape alimentaba una turbina de flujo axial de cinco etapas. Para conseguir empuje adicional, contaba con un aspersor de combustible en medio de cada etapa. Para poner a punto el desempeño a altitudes distintas, las etapas del compresor y la turbina estaban acopladas con un embrague hidráulico de velocidad variable. El diseño original pesaba 775kg y a nivel del mar producía 5,100 libras de empuje (22700N). Para noviembre de 1942 el diseño se había refinado mucho más reduciendo su peso a 735kg y con el área de combustión provista de acero al cromo. El Ejército continuó sin interesarse por el proyecto y Lockheed aparentemente comenzó a desechar la idea.
Sin embargo, el 19 de mayo de 1943 Price acordó comenzar un rediseño aún más radical por insistencia de la división de desarrollo de la Fuerza Aérea Estadounidense en Wright Field. Produjo un diseño mucho más sencillo consistente de dos compresores axiales de dieciséis etapas con una etapa simple de intercooler entre ellas. Las primeras cuatro etapas ubicadas en el ingreso contaban con embrague para que lograran operar a velocidad óptima. Debido a las condiciones de pruebas los álabes del compresor no contaban con forma aerodinámica y estaban conectados al buje central en bases rotativas para permitir que se pudiera cambiar su ángulo entre pruebas. La turbina luego se redujo a cuatro etapas; el compresor de baja presión fue ubicado dentro de un bloque cilíndrico de dos partes con costillares de refuerzo, que le daban una apariencia extraña y similar al fondo de un cartón de huevos; el compresor de alta presión, más corto, se protegió de modo similar pero con costillas de refuerzo longitudinales únicamente. Se usaba la energía producida en dos etapas del compresor para dar energía a los accesorios, con una caja reductora situada en la parte superior del motor fuera de los bloques de alojamiento del compresor.
En junio de 1943 el Ejército retomó su interés en el diseño de un reactor producido por Lockheed pero esta vez se trataba del P-80 Shooting Star, que debería ser propulsado por una versión bajo licencia del motor Halford H.1. Permanecieron interesados en el L-1000 y celebraron un contrato a largo plazo bajo el nombre XJ37-1 en julio de 1943 con entrega inicial el 1 de agosto de 1945. Sin embargo, cuando la guerra culminó el primer ejemplar estaba aproximadamente a dos tercios de poderse completar. Parte del trabajo se subcontrató a Menasco Manufacturing y al final del año toda la parte mecánica fue encargada a ellos.
El primer motor estaba finalmente listo para operación en 1946 y el Ejército solicitó otros cuatro ejemplares. Para ese momento fue propuesta una versión turbohélice, el XT35 Typhoon. Constaba simplemente de una adaptación al J37, añadiendo una quinta etapa en la turbina en la parte posterior del motor, conteniendo una turbina radial que conducía una hélice de empuje y tenía un tubo de escape que circundaba y salía de la otra parte de esa sección del motor. Una acomodación alterna era colocar el tubo de escape dentro del anillo central de la hélice. En septiembre de 1947 Lockheed finalmente abandonó el proyecto y lo vendió a Wright Aeronautical.
Para ese entonces la Fuerza Aérea del Ejército (que pasaría a ser la Fuerza Aérea de los Estados Unidos) estaba en el proceso de desarrollo de un bombardero intercontinental completamente nuevo. Para la tecnología motriz y de diseño aeronáutico de la época parecía que la única solución posible era construir dicho avión propulsado con turbohélices y Wright estaba interesado en aparcar dicho mercado. En junio de 1946 Boeing propuso su Modelo 462 para cumplir con los requerimientos, incorporando seis motores T35, que luego se redujeron a cuatro en una serie de rediseños. Sin embargo para 1948 los avances tecnológicos en diseño, en particular la introducción del ala en flecha, permitió que el bombardero fuera propulsado por turborreactores y eventualmente se convirtió en el B-52 Stratofortress.
El trabajo en el J37/T35 continuó hasta julio de 1953, para este momento ya se habían entregado tres motores a la Fuerza Aérea, que devolvió los motores y todos los datos recopilados fueron recopilados para conocimiento de la industria. No se manifestó más interés en el proyecto que terminó luego de un coste total estimado de 4.5 millones de dólares de la época (~30 millones de dólares del año 2000, o ~38 millones con ajuste a la inflación hasta 2010).